# Budoia
Budoia (friülà Budoie ) és un municipi italià, dins de la província de Pordenone. L'any 2007 tenia 2.489 habitants. Limita amb els municipis d'Aviano, Fontanafredda, Polcenigo i Tambre (BL)

## Administració
| Període | Identitat      | Partit   |
| ------- | -------------- | -------- |
| 2004-   | Antonio Zambon | Esquerra |